# Orden de la Patria (Turkmenistán)
La Orden de la Patria (en turcomano: Ордени Ватан) es la orden nacional más alta de Turkmenistán. Sólo puede concederse al presidente del país y sólo una vez durante su mandato, se otorga por «logros destacados en política interior y exterior».

## Historia
La orden fue establecida por la Asamblea de Turkmenistán por la ley n.º 125-III del 28 de junio de 2007. Al día siguiente fue entregado al presidente de Turkmenistán, Gurbanguly Berdimuhamedow, con motivo de su quincuagésimo cumpleaños como muestra de reconocimiento a los méritos del nuevo líder de los turcomanos.

## Estatuto de la medalla
La orden se otorga exclusivamente al presidente de Turkmenistán por servicios particularmente destacados en la implementación de la política interior y exterior del país, encaminada a fortalecer la condición de Estado nacional y promover el desarrollo económico, social y cultural de la Patria, fortalecer su capacidad de defensa y aplicar los principios del estatuto de neutralidad permanente, amistad y cooperación con países pacíficos y aumentar el prestigio internacional de Turkmenistán sobre esta base.
El jefe de Estado a quien se concedió la orden recibe una bonificación única de 20 000 dólares estadounidenses del presupuesto estatal de Turkmenistán y un complemento mensual para sueldos, salarios oficiales y pensiones con cargo al presupuesto estatal por un importe de 30 %, exento del impuesto sobre la renta.
La orden sólo puede concederse una vez durante su mandato.

## Descripción de la medalla
La orden consta de una cadena de oro amarillo y blanco de primera ley o 750 milésimas, formada por veintidós eslabones en forma de estrellas de ocho puntas tachonadas de diamantes en los bordes.
Las estrellas tienen un diámetro de 40 mm y están recubiertas de esmalte vítreo. Doce eslabones están esmaltados en verde. En nueve de ellos hay tres estrellas plateadas de ocho puntas rodeadas de ramas de olivo doradas, las otras tres representan: una el Monumento a la Independencia, otra el Complejo del Palacio Oguzkhan y la otra el Monumento de la Neutralidad rodeado de ramas de olivo doradas. Los otros diez eslabones (cinco a cada lado) están cubiertos de esmalte rojo burdeos y representan las alfombras nacionales turcomanas.
La insignia de la orden tiene forma de estrella de ocho puntas, con un diámetro de 80 mm, está recubierto de esmalte verde y enmarcado a lo largo del borde por un puñado de diamantes. En el centro hay un águila de cinco cabezas realizada en oro en relieve, que sostiene en sus garras una serpiente de dos cabezas (elemento central del estandarte del presidente de Turkmenistán), con incrustaciones de diamantes.
El peso total de la orden es de 925,0 (+/- 2,5 %) gramos y el número total de diamantes es de 55 quilates

## Galardonados
- Gurbanguly Berdimuhamedow (29 de junio de 2007) - presidente del Turkmenistán [4]